# Hubert Matiúwàa
Hubert Martínez Calleja, también conocido como Hubert Matiúwaà/Malina (Guerrero, 1986), es un poeta y traductor mexicano, perteneciente a la cultura mè'phàà, asentada en la Región de la Montaña de Guerrero. Hubert se ha enfocado en la defensa de los derechos lingüísticos y culturales de los pueblos indígenas. Su trabajo incluye ensayos, filosofía, poesía, crónicas y literatura infantil. Ha sido ganador del premio de Literaturas indígenas de América en 2017.

## Biografía
Estudió la licenciatura en  Filosofía y Letras en el Universidad Autónoma de Guerrero (UAGRO) y la licenciatura en Creación Literaria de la Universidad Autónoma de la Ciudad de México (UACM).  Es maestro en estudios latinoamericanos por la Universidad Nacional Autónoma de México (UNAM).Sus líneas de investigación abarcan la literatura, la filosofía y la historia de las ideas de los pueblos originarios del Abya Yala. 
En 2017 fundó “Gusanos de la Memoria”, colectivo indígena pluricultural, editorial y autogestivo de la región de La Montaña de Guerrero. Trabaja con la población infantil y juvenil de las comunidades mè’phàà (tlapanecos), na savi (mixtecos) y nahua, implementando talleres de creación literaria, filosofía, traducción, fotografía y video, además de las distintas artes,  con el objetivo de fortalecer la identidad, el idioma y el pensamiento propio. En este proyecto cultural colabora con otros artistas e investigadores.

## Becas
- 2015,Obtuvo el Estímulo a la Creación y al Desarrollo Artístico de Guerrero (PECDA)
- 2017,Becario del Fondo Nacional para la Cultura y las Artes(FONCA)
- 2018,Obtuvo el Estímulo a la Creación y al Desarrollo Artístico de Guerrero (PECDA)
- 2019,Becario del Fondo Nacional para la Cultura y las Artes(FONCA)
- 2022,Obtuvo la beca del Sistema Nacional de Creadores de Arte (SNCA)
- 2022,Obtuvo la Beca NDN Radical Imagination.

## Premios y reconocimientos
- 2008, Segundo lugar en el Concurso Literario y de Investigación "Juan de la Cabada", en la categoría de poesía en Chilpancingo, Guerrero.
- 2009, Tercer lugar en el Concurso Literario y de Investigación "Juan de la Cabada", en la categoría de poesía, en Chilpancingo, Guerrero.
- 2016, Primer Premio a la Creación Literaria en Lenguas Originarias Cenzontle.
- 2017,Premio de Literaturas Indígenas de América (PLIA).
- 2017,Premio Estatal de Poesía Joven del Estado de Guerrero.
- 2020,Premio para publicación de obra, en la primera convocatoria Alas de Lagartija, en la categoría: Edad Escolar, en Alas y Raíces.
- 2021,Premio PEN Translates Award para traducción de obra al inglés, con el libro The Dogs Dreamt/Niguʼndáa xùwa’.
- 2022,Premio Prince Claus Seed Award.
- 2022,Premio Bellas Artes de Traducción Literaria Margarita Michelena.
- 2022, Reconocimiento por Enaltecer y Conservar la Escritura de la Lengua Mè’phàà, otorgado por el Municipio de Malinaltepec, Guerrero.

## Obra publicada
- Malina, H. (2016).Xtámbaa/Piel de Tierra. México: Pluralia Ediciones, Secretaría de Cultura.
- Matiúwàa, H. (2017). Tsína rí nàyaxà'/ Cicatriz que te mira. México: Pluralia Ediciones. Secretaría de Cultura de la CDMX.
- Matiúwàa, H. (2018).  Las Sombrereras de Tsítsídiín. México: INALI Universidad de Guadalajara.
- Matiúwàa, H. (2018). Mañuwìín/Cordel Torcido. México: Universidad de Guadalajara, Departamento de Estudios en Lenguas Indígenas.
- Matiúwàa, H. (2020). Mbo Xtá rídà/ Gente piel/Skin People. [Traducido al inglés de Elizabeth Anguamea]. México: Gusanos de la Memoria, Ícaro ediciones.
- Matiúwàa, H. (2020). Adà Bègò tsí nàndà' à ru'wa/Poeta Rayo. México: Secretaría de Cultura, Coordinación Nacional de Desarrollo Cultural Infantil-Alas y Raíces.
- Matiúwàa H. (2021). Túngaa Indìí/Comisario Jaguar/ Jaguar Commissioner. [Traducido al inglés de Elizabeth Anguamea]. México: Gusanos de la Memoria, Oralibrura Cooperación Editorial,Ediciones del Lirio.
- Matiúwàa, H. (2021), Ru’wa ginii/ First Rain. [Traducido al inglés de Juana Adcok]. Inglaterra: Flipped Eye Publishing.
- Matiúwàa, H. (2021). Xùkú xùwàá/Entre escarabajos. México: Oralibrura, Secretaría de Cultura-FONCA.
- Matiúwàa, H. (2022). Xó nùnè jùmà xàbò mè’phàà/El cómo del filosofar de la gente piel. México: Gusanos de la Memoria, Oralibrura Cooperación Editorial, Ediciones Delirio.

## Crónicas
- Matiúwàa,H. (2020,agosto). Bellezas de muerte: Mineras en la Montaña de Guerrero. Latin American Literature Today.
- Matiúwàa,H. (2020). El repliegue. En: Tlachinollan.(Ed.). XXVI Informe de actividades Tlachinollan. Cómo una noche sin estrellas. septiembre 2019-octubre 2020.
- Matiúwàa,H. (202I,9 de agosto). El día bajo la sombra: Año de los Pueblos Indígenas.Tlachinollan.
- Matiúwàa,H. (202I,11 de octubre). Xtángoo: Piel de nuestra palabra. Tlachinollan.
- Matiúwàa,H. (202I,14 de abril). Alcozacán. Gusanos de la Memoria.

## Colaboración en Antologías
- Bellinghausen, Hermann. (Ed.). (2018). Insurrección de las palabras,Poetas contemporáneos en lenguas mexicanas (en Ojarasca). Itaca/La Jornada/El Colegio de San Luis/Cultura CDMX.
- Tonalmeyotl, Martín. (Ed.). (2019). Xochilajtoli, Poesía contemporánea en lenguas originarias de México. Círculo de Poesía.
- Carballo, Mardonio. (Ed.).(2019). Verbo mirar. Rutas y muros de poetas en lenguas indígenas. Secretaría de Cultura: Dirección General de Culturas Populares, Indígenas y Urbanas.
- Cham Trewick, Sofía. (Ed.). (2019). Con alma de glotón Poemas en torno a la comida y sus ingredientes. Universidad de Guadalajara.
- Bello F., Panyagua,M., Sánchez, E., Conde,L.,Vargas,V., Gabriela,M.(Ed.). (2020). La flor en que amaneces, Antología - Poesía. Ediciones Azalea/ Letra Ancha Editorial.
- Russo, Marisa. (Ed.). (2020). Nueva York Poetry Review: Época 1 - Año 1. Nueva York Poetry Review LLC.
- Gómez, A.O., Poot, Sara-H., Lomelí, F.(Ed.). (2021). Caleidoscopio verbal: Lenguas y literaturas originarias.  Oro de la Noche Ediciones.
- Evans Paul. (Ed.). (2021). Poetry Rebellion: Poems and prose to rewild the spirit. Batsford.

## Coordinación y edición de Antologías
- Matiúwàa, H.(coord. Ed.).Antología Bilingüe de Cuento y Poesía del Primer Premio "Gusanos de la Memoria"de Creación Literaria en Lenguas Originarias de México, 2020.
- Matiúwàa, H.(coord. Ed.).Antología Bilingüe de Cuento y Poesía del Segundo Premio "Gusanos de la Memoria"de Creación Literaria en Lenguas Originarias de México, 2021.
- Matiúwàa, H.(coord. Ed.). Antología poética multilingüe de Jóvenes de la Montaña Roja. Xó mbi'too nimba/Cómo la mitad del mundo. Gusanos de la Memoria Ediciones 2024.

## Colaboración en otros libros
- Malina,H. (2019). Poemas. En: Martínez Yael. La casa que sangra.Lima: KWY Ediciones.
- Matiúwàa, H. (2020). Xtámbaa-Piel de tierra: Voces Ladinoamefricanas. En: LASA(Ed.). Violencias contra Líderes y Lideresas Defensores del Territorio y el Ambiente en América Latina.
- Matiúwàa,H. (2021). Poemas. En: Tlachinollan.(Ed.). XXVII Informe de actividades; Tu nombre que nunca olvido. septiembre 2020-agosto 2021. México: Centro de Derechos Humanos Tlachinollan.
- Matiúwàa,H.(2022).Poemas. En: Castillo Deball, Mariana: Amarantus.México:MR-MUAC.
- Matiúwàa,H.(2022).Poemas. En: Rodríguez César. Montaña Roja. Lima: KWY Ediciones.

## Capítulos de libros
- Martínez Calleja, H. (2015). Acercamientos al pensamiento Me'phaa : hacia un filosofar desde la palabra que aconseja (ajngáa-dxáwua). En: A. Luisa Guerrero (Ed.). Dignidad intercultural. México: Universidad Nacional Autónoma de México.
- Martínez Calleja, H. (2021). Skiyuu Ajngáa xo': la fuerza de nuestra palabra. En: P. Reygadas/ J. M. Contreras. (Coord.), Sentipensares: El corazón de las filosofías amerindias. Tomo II. Filosofías mesoamericanas. México: ETRAC-CIET-PRAXIS.

## Investigación sobre obra
- Flores De León, Anahí.(2020).Identidad transcultural y literatura en idiomas originarios: Un análisis desde la poesía de tres autores indígenas contemporáneos.[Tesis de Maestría en Estudios Mesoamericanos].UNAM. Repositorio Institucional.
- Fornoff, C. H. (2020). La carne que habla: filosofía y poesía mè’phàà en la obra de Hubert Matiúwàa. Revista de Crítica Literaria Latinoamericana, 90, 121-138.
- Leal Miranda Edith. (2022). Lengua y territorio, pensamiento y poesía: Aspectos de la identidad en la obra de Hubert Matiúwàa. [Tesis de doctorado en Letras]. UNAM. Repositorio Institucional.
- López Durand Mariana. (2023). Otros libros posibles: Materialidad y edición de literaturas en lenguas originarias.[Tesis de Maestría en Estudios Amerindios y Educación Bilingüe].Universidad Autónoma de Querétaro (UAQ). Repositorio Institucional.

## Investigación
- Matiúwàa, H. (Investigación).(2021-presente). La filosofía del habitar mè’phàà en la Montaña de Guerrero. Organización: Cooperación Comunitaria. CC ONG, México.
- Matiúwàa, H. (Investigación).(2022-presente).La filosofía del cuidado del mundo mè’phàà en la Montaña de Guerrero. Organización: Gusanos de la Memoria.

## Estancias
- 2015, Investigación: Pueblos de una misma raíz; los mè’phàà y sutiaba.Nicaragua.
- 2019, Autor invitado en Centro Internacional de Traducción Literaria de Banff. Canadá.

## Ensayos de divulgación
Desde 2016, Hubert Matiùwaà colabora en el suplemento Ojarasca de La Jornada, escribiendo artículos sobre la cultura mè'phàà:
- "La zilacayota/Matayúwaa", 7 de abril de 2016.[5]
- "Las rayaduras de Marutsií", 7 de octubre de 2016.[6]
- "El filosofar del pueblo mè'phàà", 9 de junio de 2017.[7]
- "División étnica en la Costa-Montaña. Otredad negra y racismo en Guerrero", 7 de julio de 2017.[8]
- "Los hombres que hacen reir. Por qué escribir poesía en idioma mè'phàà", 8 de septiembre de 2017.[9]
- "¿Por qué sistematizar el pensamiento filosófico de los pueblos originarios?", 13 de octubre de 2017.[10]
- "Ajngáa dxàwua m`'phàà/Palabra que aconseja", 10 de noviembre de 2017.[11]
- "El ló' (nosotros) y el xó' (nosotros de los otros), el diálogo de experiencias", 8 de diciembre de 2017.[12]
- "Las niñas de Santa Rosa de Lima", 12 de enero de 2018.[13]
- "Tu nombre en el tiempo", 12 de enero de 2018.[14]
- "El tiempo de la gente agua y la gente guía", 9 de febrero de 2018.[15]
- "Xtámbaa. Ser, ser otro, ser territorio", 9 de marzo de 2018.[16]
- "Gente de la calabaza", 13 de abril de 2018.[17]
- "La carne que habla en la casa del trabajo", 12 de mayo de 2018.[18]
- "Una historia del mercado global en la montaña", 8 de junio de 2018.[19]
- "Mujeres de montaña", 14 de julio de 2018.[20]
- "Historias de origen", 11 de agosto de 2018.[21]
- "La primera caza del venado", 8 de septiembre de 2018.[22]
- "El fuego de la lengua mè'phàà", 12 de octubre de 2018.[23]